# Carrosserie Vanvooren

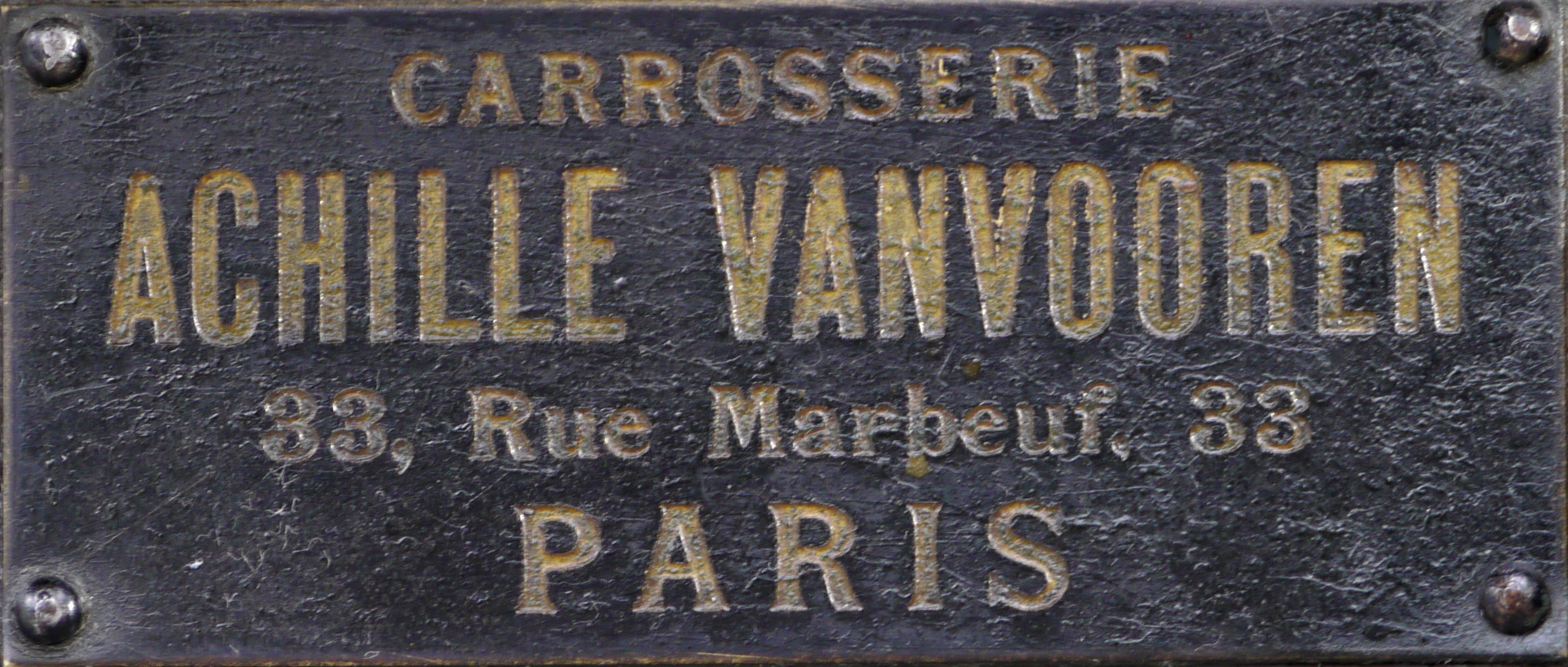
1911

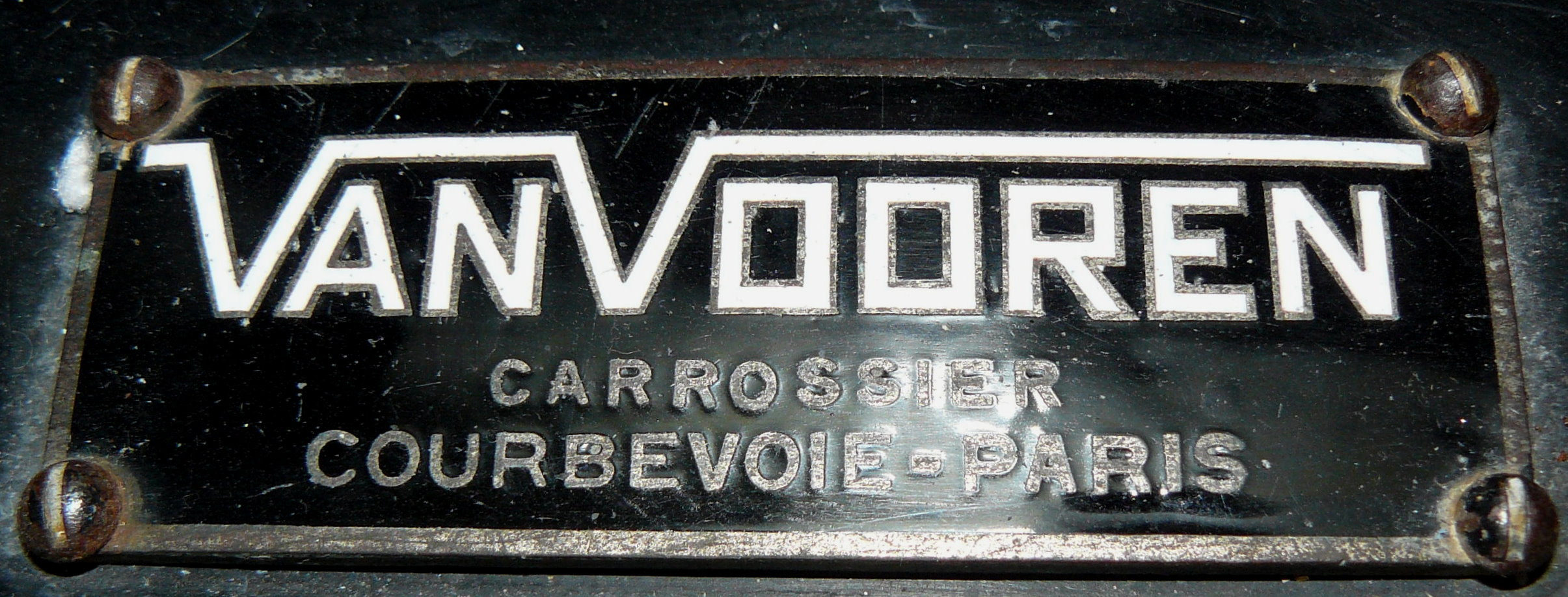
1934

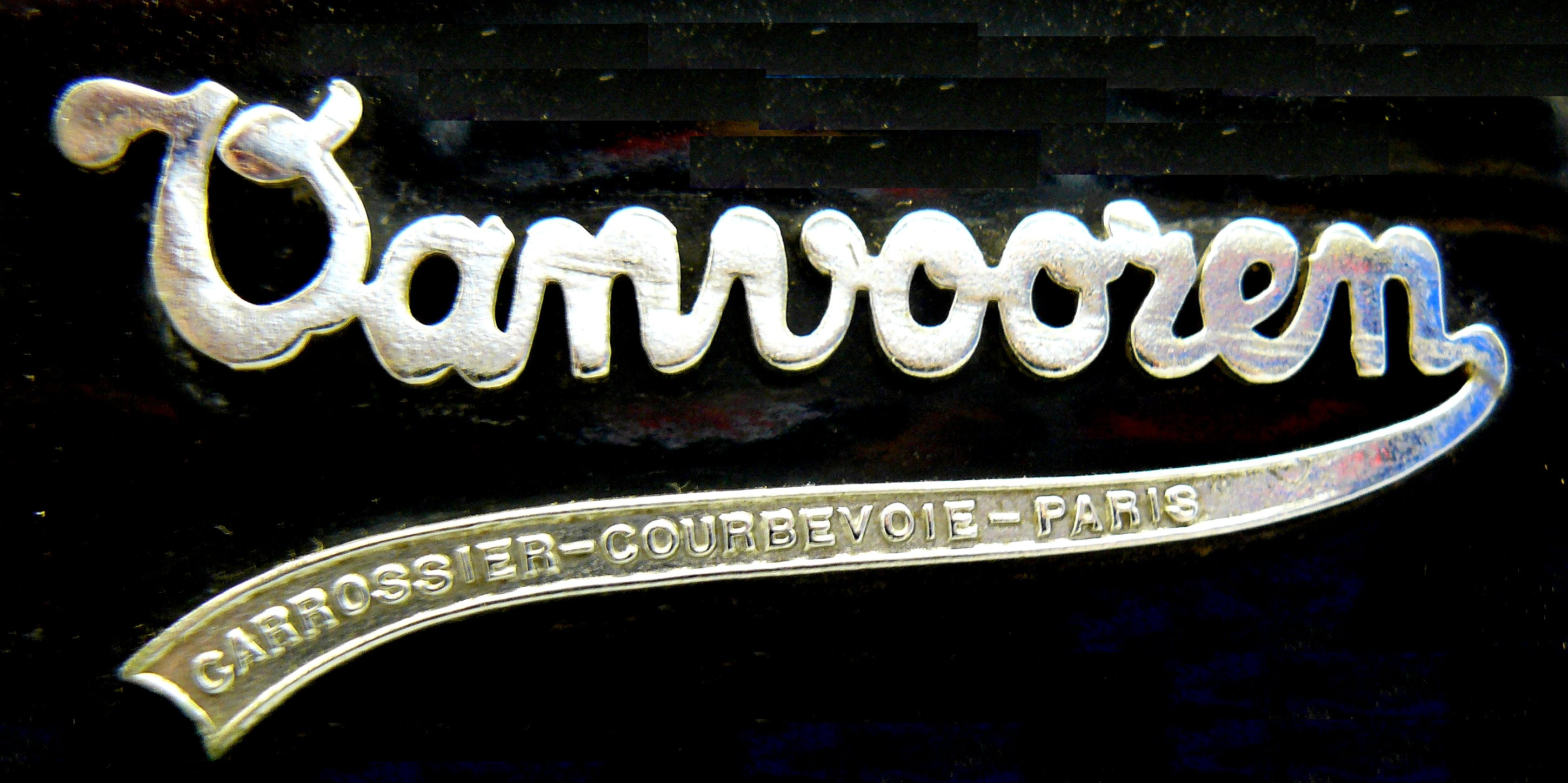
1937

Carrosserie Vanvooren (häufig wird auch die nicht korrekte Schreibweise Van Vooren verwendet) war ein französisches Karosseriebauunternehmen mit Sitz im nordwestlichen Pariser Vorort Courbevoie, das ab etwa 1860 zunächst Kutschen, ab 1900 dann zunehmend exklusive Automobilkarosserien für Oberklasseautomobile herstellte. Die Produktion lief bis 1950.
Vanvooren entwickelte und patentierte zukunftsweisende Methoden im Karosseriebau, die weltweite Berücksichtigung fanden. In den 1930er Jahren war das Unternehmen eng mit Hispano-Suiza, Bugatti, Rolls-Royce und Bentley verbunden.
Die Fabrikation erfolgte in 10 – 18 und 29 – 33 Rue Pierre l’Homme, Courbevoie, mit einer weiteren Werkstatt in 108 Rue de la Garenne, Courbevoie. Der Ausstellungsraum Vanvoorens befand sich in 33 Rue Marbeuf, Paris.

## Geschichte

### 1888 bis 1921

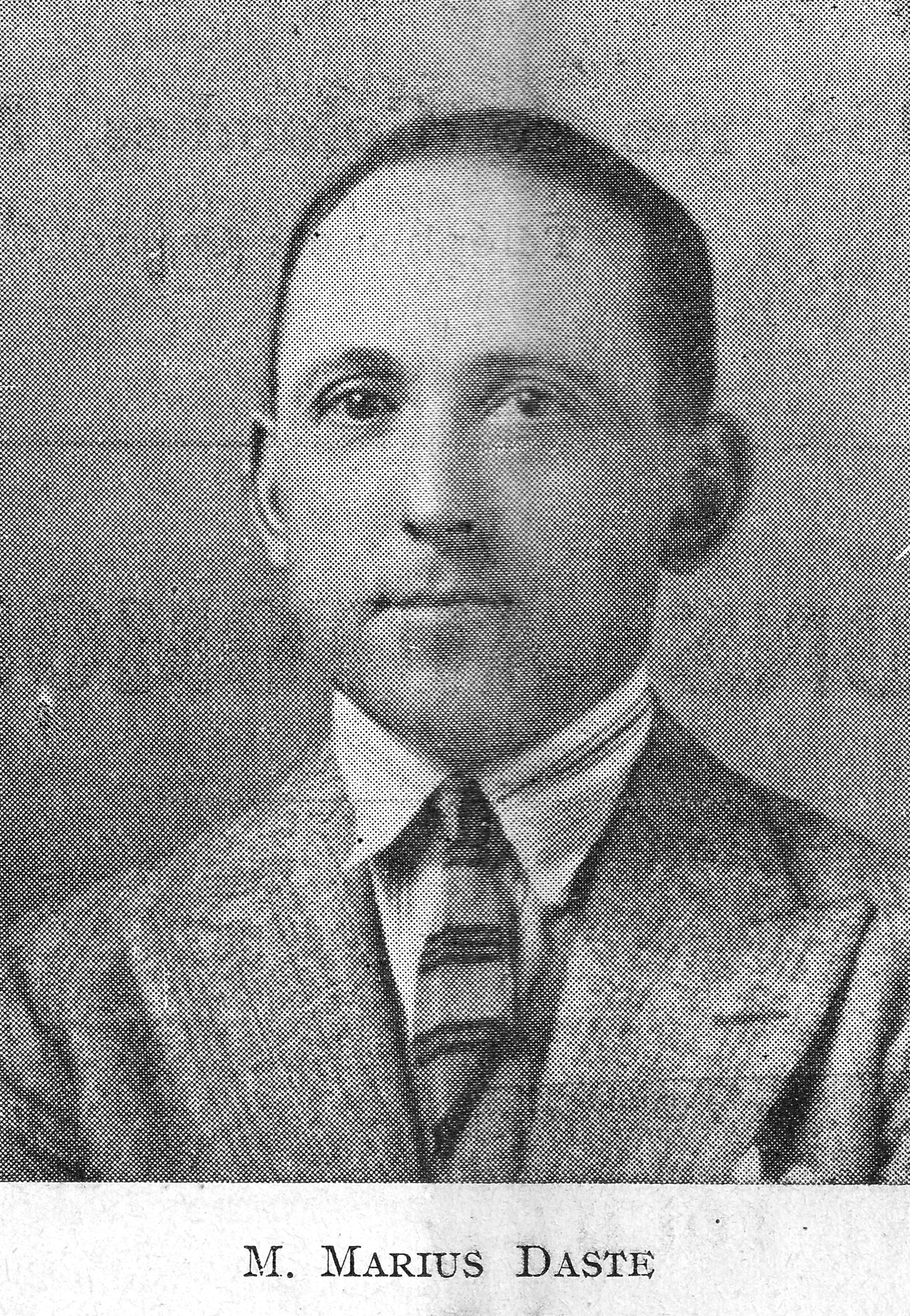
Marius Joseph Daste 1935

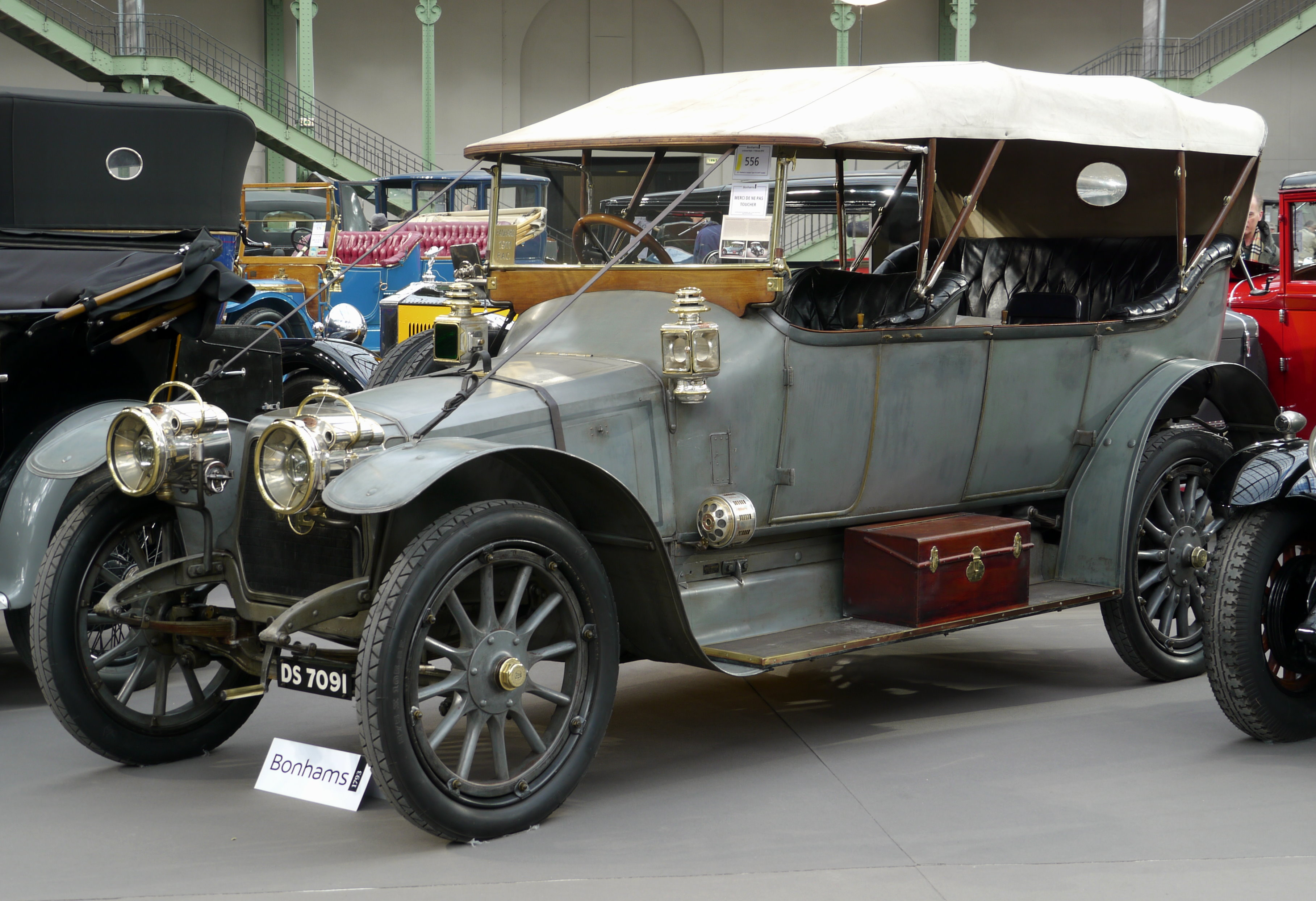
1911 Panhard et Levassor X14 Vanvooren

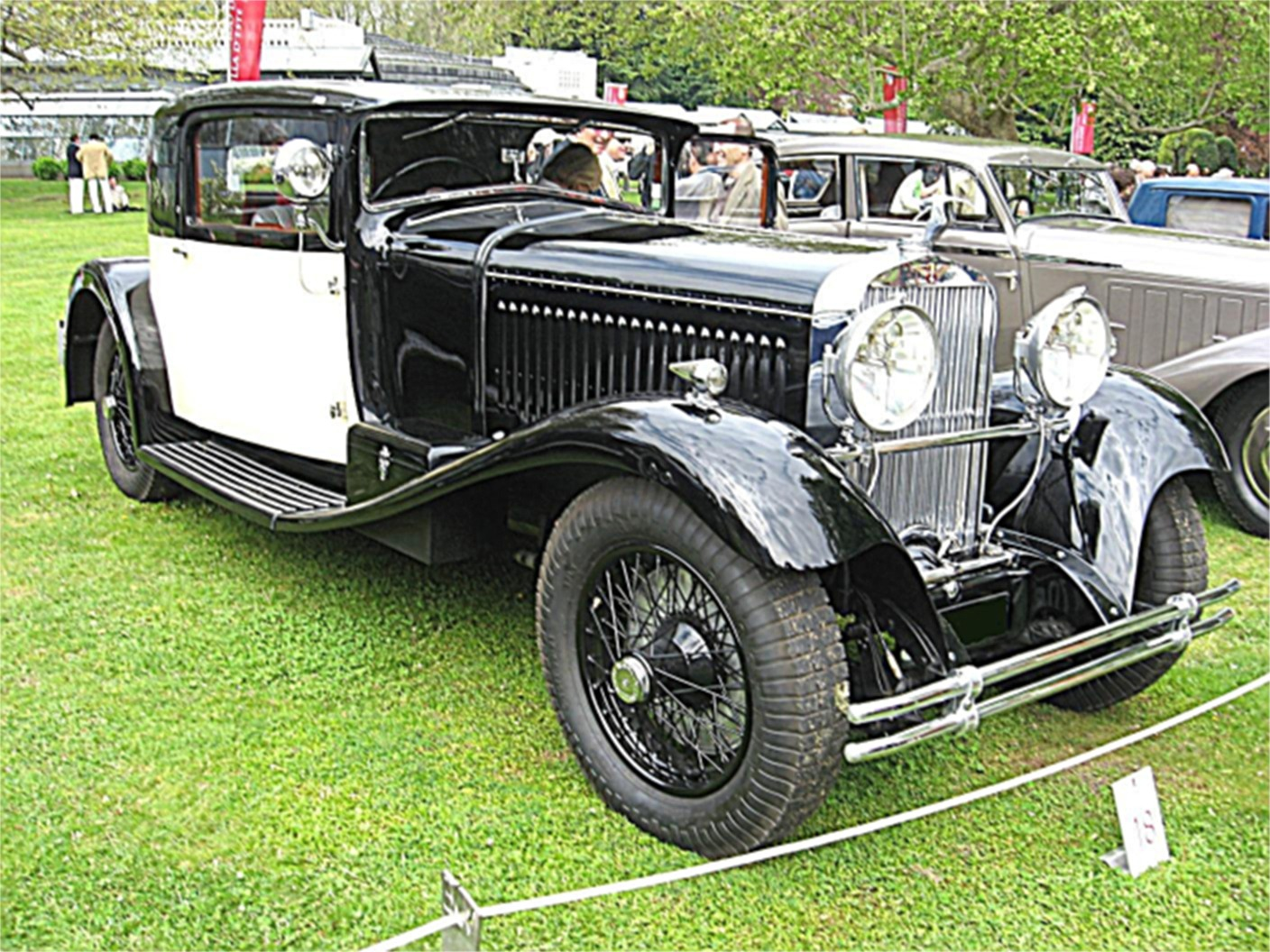
1927 Hispano-Suiza H6C Vanvooren

Achille Vanvooren begann nach einer Lehrzeit im väterlichen Betrieb im Jahre 1888 im nordwestlichen Pariser Vorort Courbevoie mit dem Bau von Kutschen. Wenige Jahre später standen im Schauraum in der Rue Marbeuf bereits dauerhaft über 100 Modelle zur Auswahl, sowohl aus eigener Produktion, als auch Fremdfabrikate der bedeutendsten Hersteller. Etwa ab 1900 befasste sich Vanvooren auch mit dem Bau von Karosserien für Automobile und erarbeitete sich innerhalb kurzer Zeit einen hervorragenden Ruf. Die ältesten heute erhaltenen Wagen mit Vanvooren-Karosserie sind ein Mercedes 38/70HP von 1911, ausgeliefert an Samuel Colt, den Erben der amerikanischen Waffen-Dynastie, ein Panhard & Levassor Typ X14 20HP aus dem Jahr 1912, sowie ein Hotchkiss 55HP Roadster des gleichen Jahrgangs. 1921 zog sich der Gründer aus seinem Geschäft zurück und übergab an seinen bisherigen technischen Leiter Marius Joseph Daste (* 1892, Lyon).

### 1922 bis 1929
Marius Daste erwarb 1923 die Lizenz für die Fertigung der leichten englischen Weymann-Karosserie, ein Fahrzeugaufbau mit Holzrahmen und Kunstlederüberzug, womit unter anderem diverse Hispano-Suiza H 6, Ballot 2LTS, Voisin C11, sowie Bugatti Type 43 und Type 44 ausgestattet wurden.
Auch der erste von der Firma Vanvooren karossierte Rolls-Royce, ein New Phantom mit der Chassis-Nr. 27EF, ging mit einem solchen Aufbau im Jahre 1927 an einen britischen Kunden. 1929 wurde zum Markstein in der Firmengeschichte: M. J. Daste entwickelte und patentierte unter Mithilfe seines neuen Teilhabers Romée de Prandières den flexiblen metallbewehrten Karosserieaufbau für Automobile, halbstarr, unter Verwendung von Silentbloc-Gummi-Isolatoren der benachbarten Firma Repusseau et Cie. (75 Rue Danton, Levallois-Perret). Diese verbanden den massiven Stahlleiterrahmen (das Chassis) mit dem Holzrahmen für den Aufbau. Das System eliminierte erfolgreich das bis dahin unvermeidliche Quietschen und Klappern, wie auch die Rissbildungen der bisherigen Karosserie-Konstruktionen.

### 1930 bis 1939

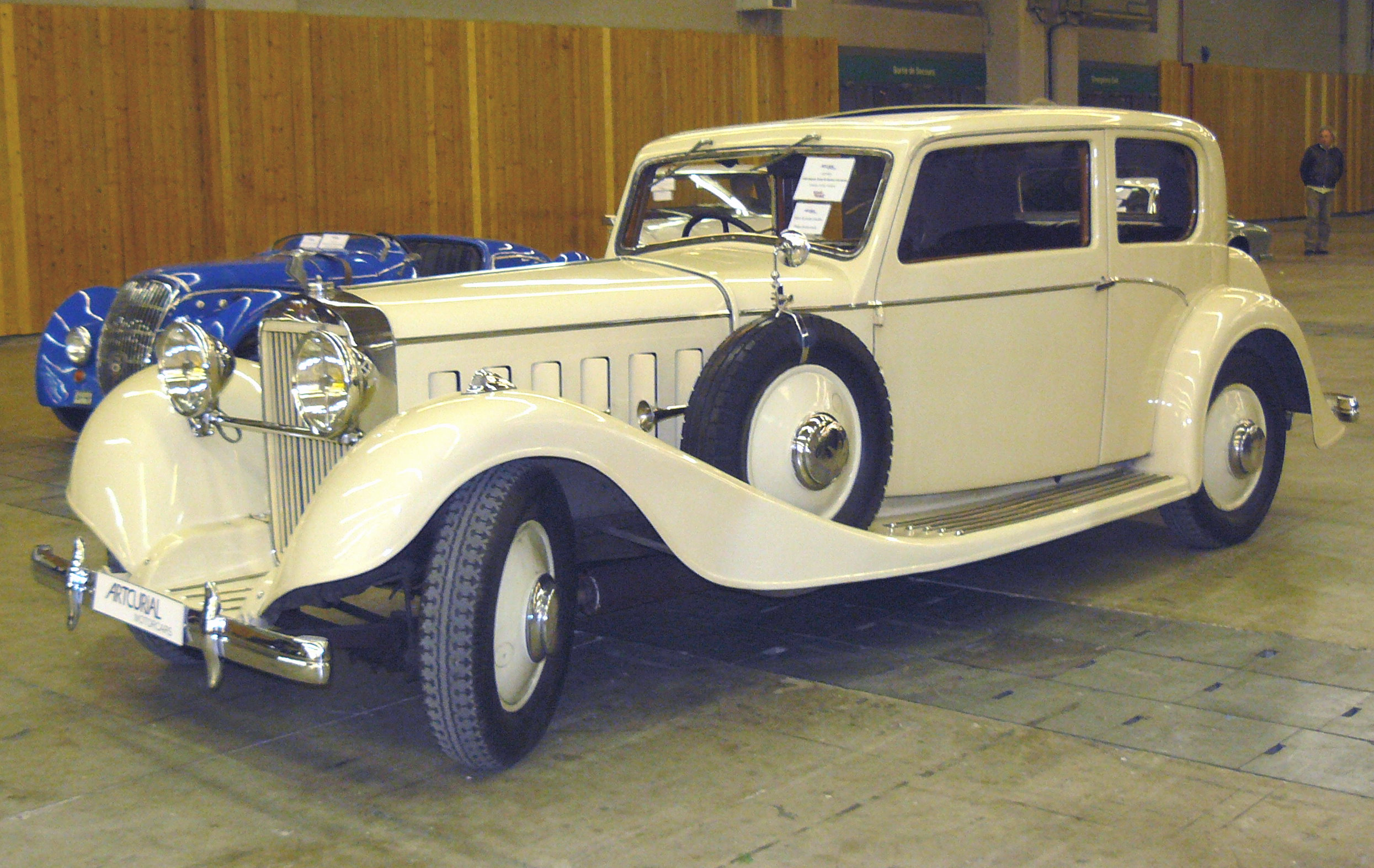
1934 Hispano-Suiza K6 Vanvooren

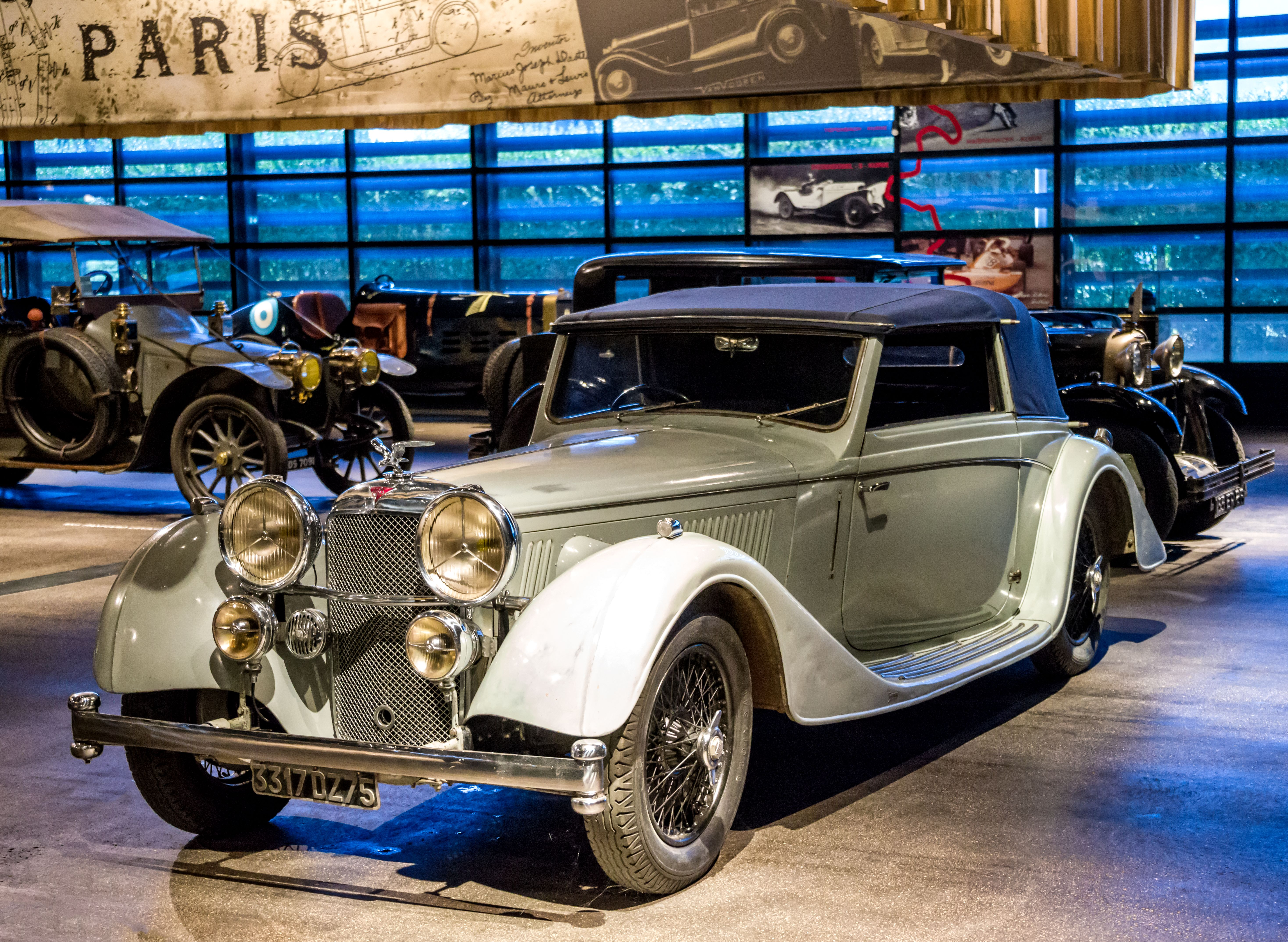
1935 Alvis Speed 20 DHC Vanvooren

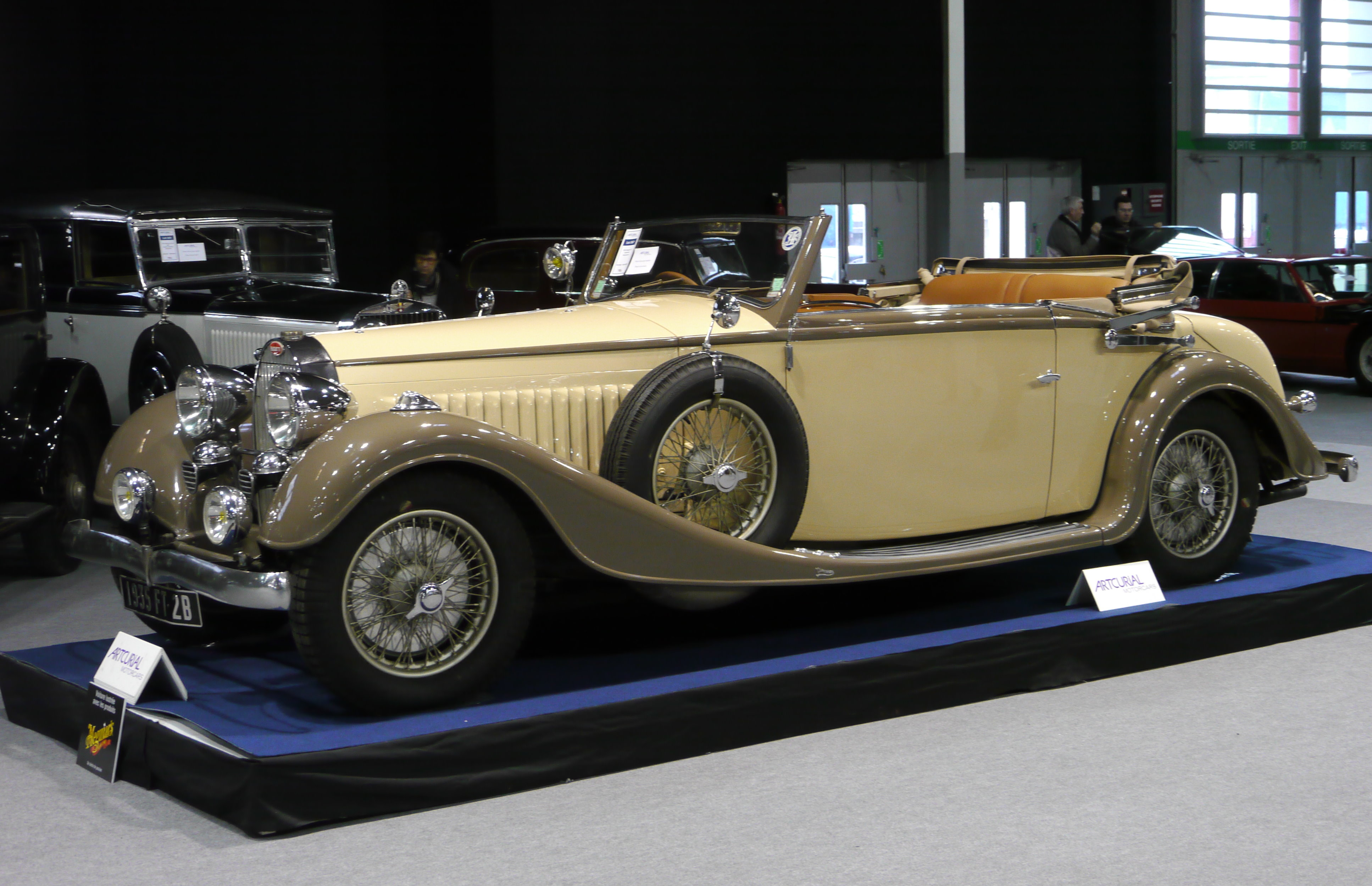
1935 Bugatti T57C Vanvooren

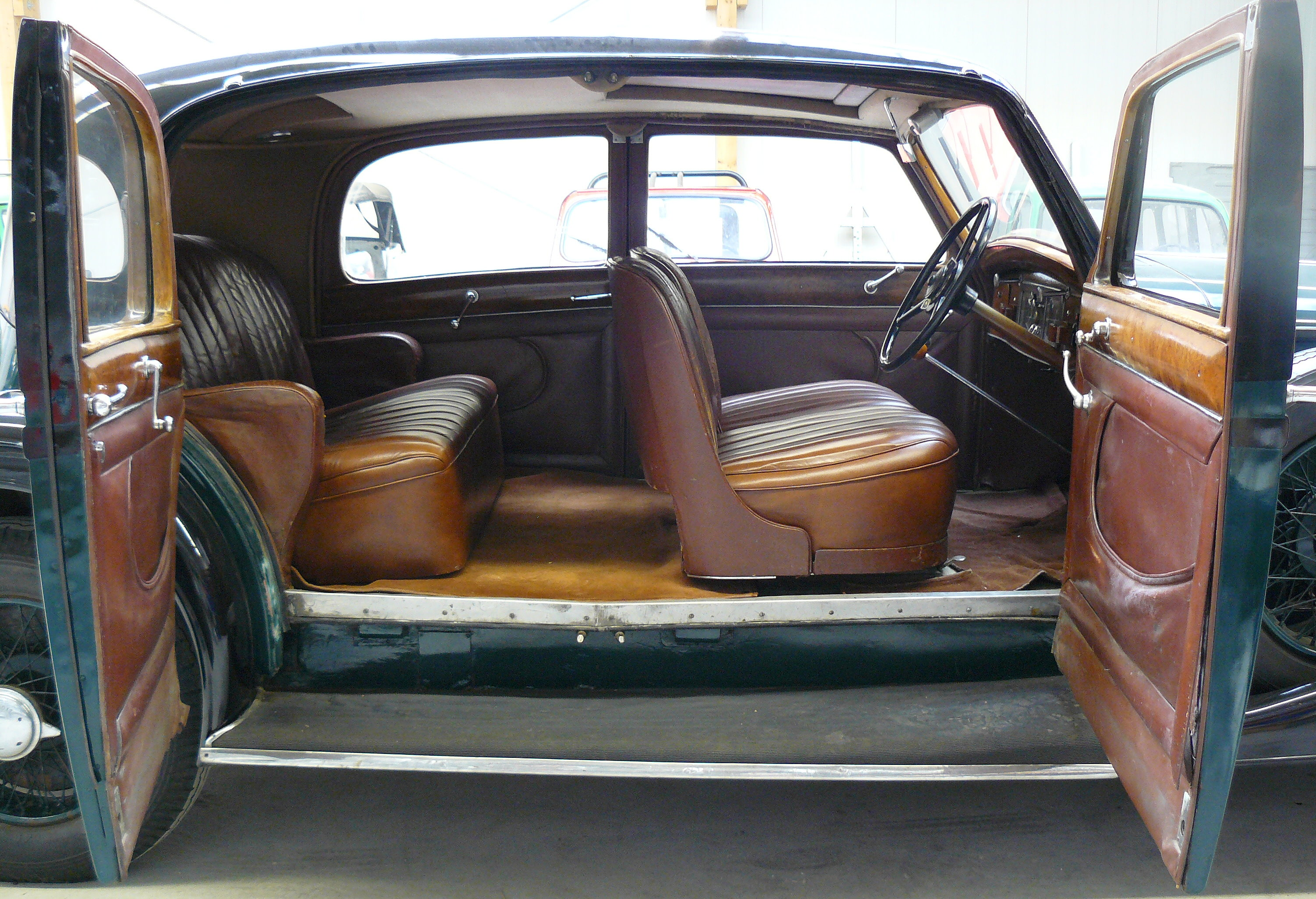
1937 Hispano-Suiza K6 Vanvooren Pillarless Saloon

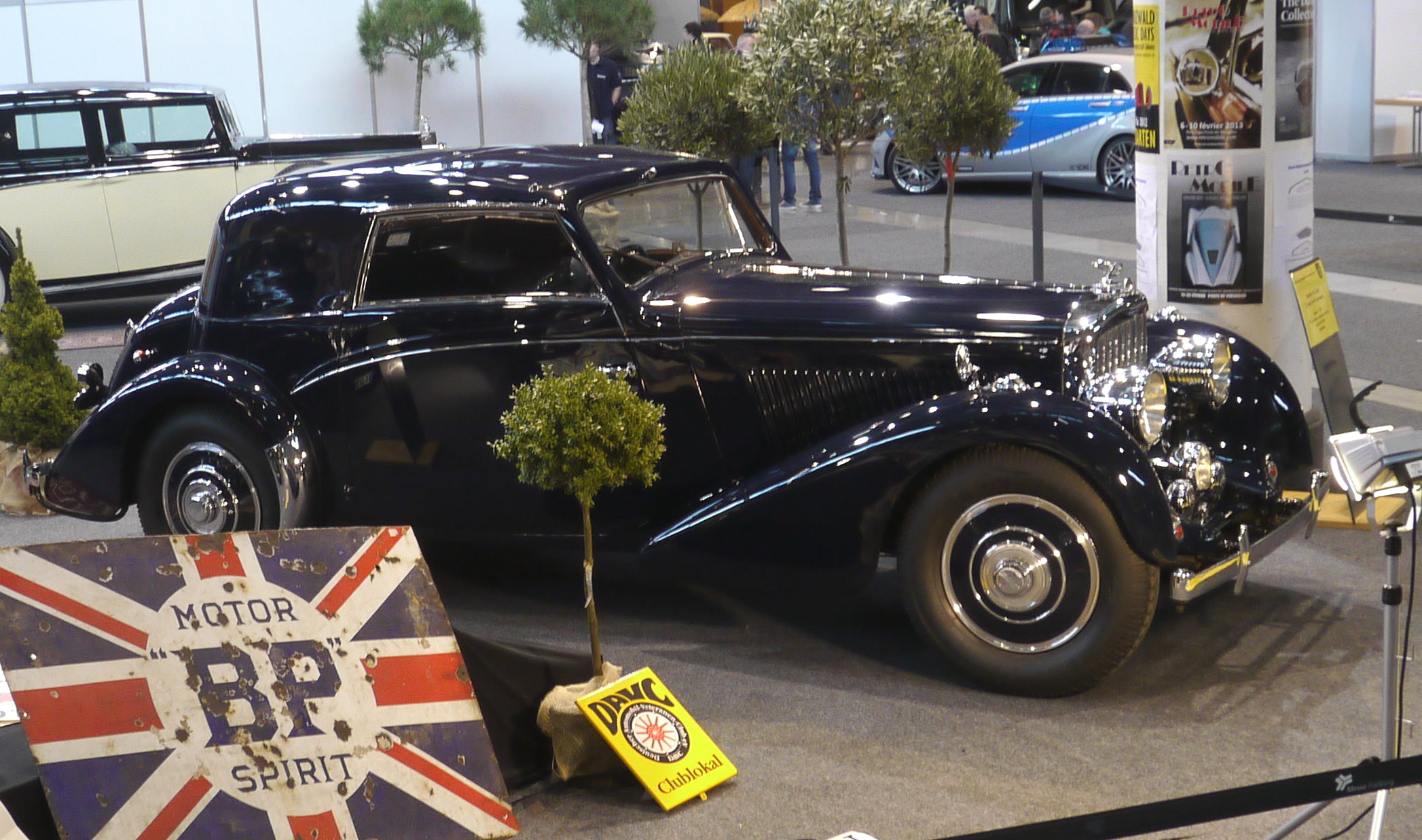
1938 Bentley 4 1/4 ltr. Coupe Vanvooren

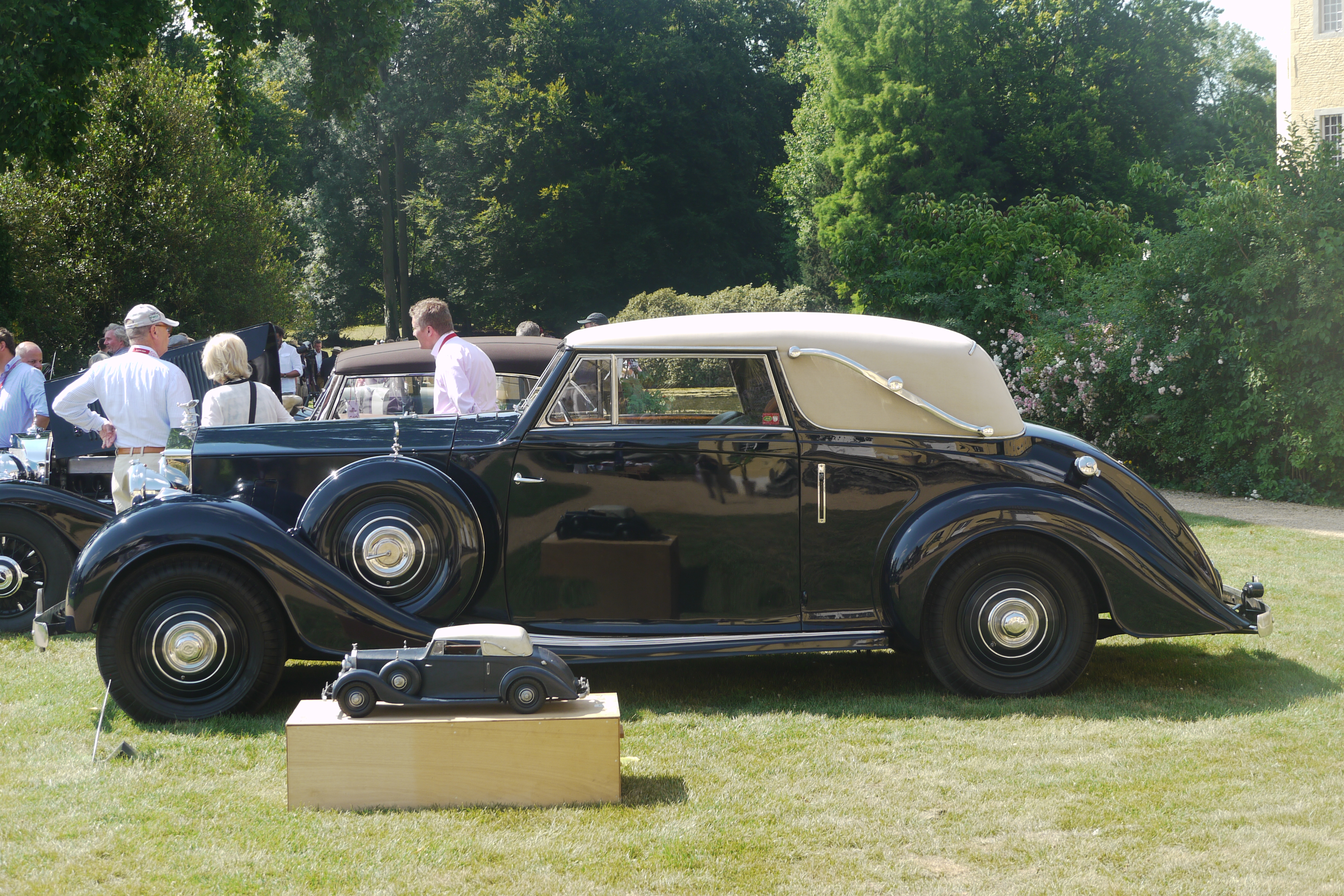
1939 Rolls-Royce Wraith Faux Cabriolet Vanvooren

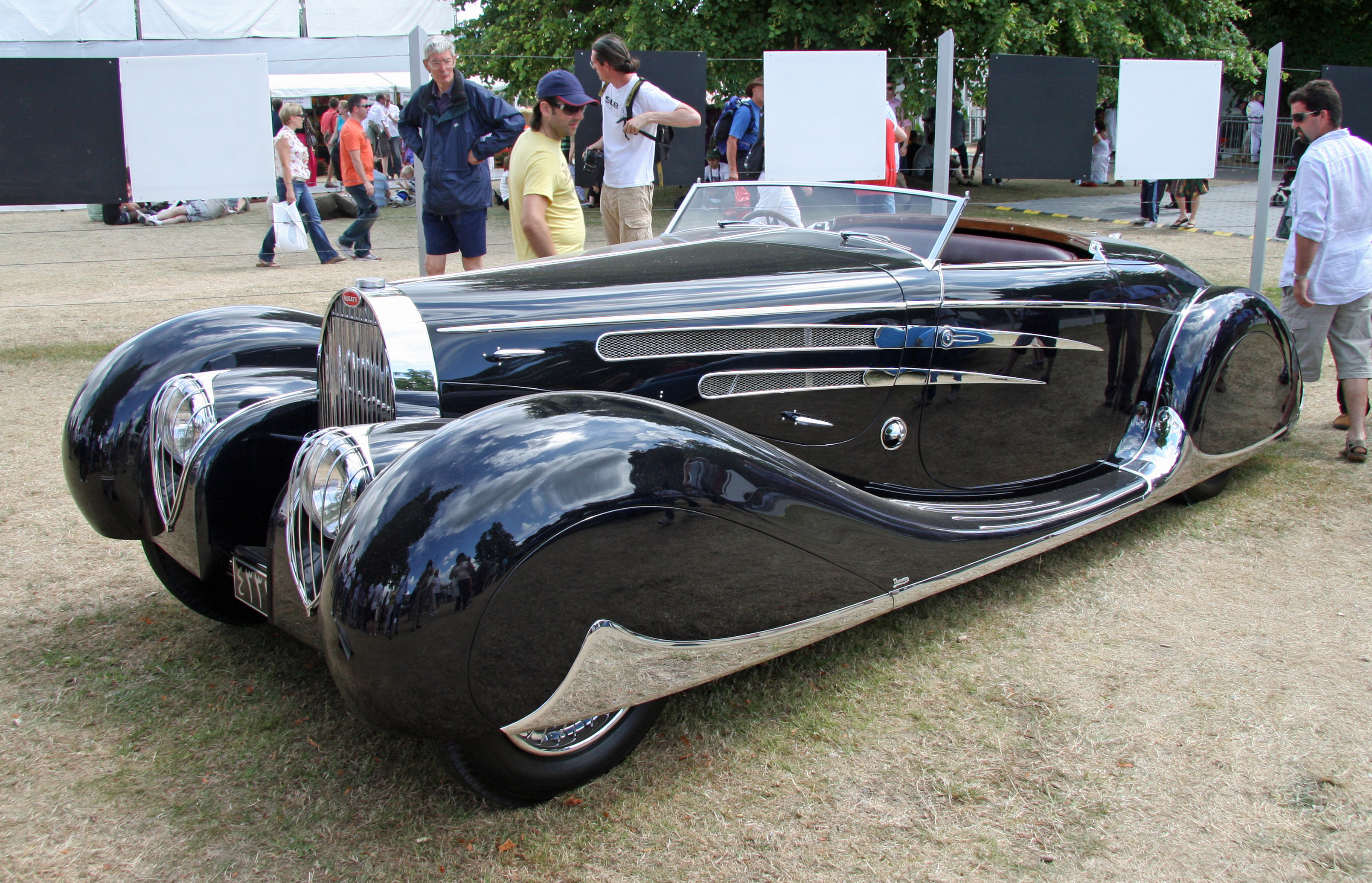
1939 Bugatti T57C Cabriolet Vanvooren

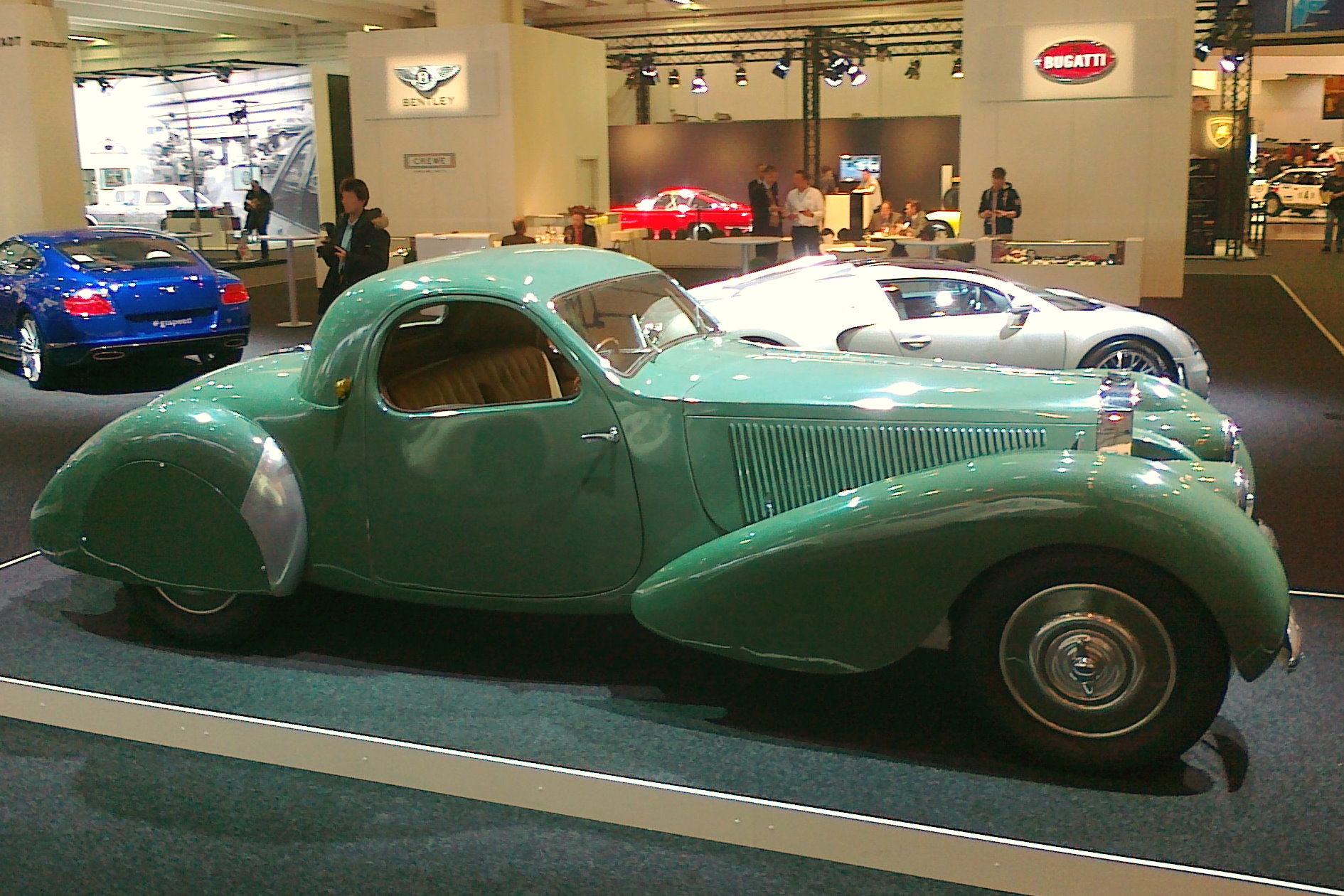
1939 Bugatti T57C Atalante Vanvooren

Zum ersten Mal gezeigt auf dem Pariser Autosalon 1930 und dort als wichtigste und innovativste Neuerung angesehen, übernahmen bereits kurz danach über 40 europäische Karosseriebauer die Lizenz für die Verwendung dieses Vanvooren/Daste-Patentes. Auf der Londoner Olympia Motor Show desselben Jahres präsentierte Vanvoorens Englandagent J. Smith & Co. drei Fahrzeuge dieser Bauart auf Delage-Chassis, alle zweifarbig in schwarz-silber lackiert, die großen Eindruck hinterließen. Das Patent wurde in England von der Firma Silent Travel vermarktet und von der Mehrheit der britischen Hersteller verwendet.
Vanvoorens Markenzeichen war neben der hohen Fertigungsqualität die stilistische Verbindung von konservativer Repräsentanz mit formaler Eleganz, eine gestalterische Gratwanderung, die die Designer des Hauses nach Meinung ihrer Kunden immer wieder schlüssig zu meistern wussten.

#### Hispano-Suiza
Vanvooren arbeitete schon früh eng mit Hispano-Suiza zusammen, dem Inbegriff für französische Luxuswagen, deren Fabrikation nur wenige hundert Meter entfernt in Bois-Colombes im Pariser Nordwesten lag. Das fruchtbare Verhältnis der beiden Firmen ist vergleichbar mit der engen Beziehung zwischen Rolls-Royce und Park Ward in England.
1932 wechselte M. J. Daste als Direktor der Automobilproduktion zu Hispano-Suiza (neue Teilhaber bei Vanvooren wurden 1934 Georges Guillemet, 1938 Raymond Chauvière), und die engen Beziehungen vertieften sich noch. Vanvooren kleidete ab 1932 mehr als ein Drittel aller Hispano-Suiza der Typen Hispano-Suiza HS 26, K 6 und J 12 in diversen Karosserieformen ein.

#### Bugatti
Über Romée de Prandières intensivierte sich gleichzeitig die besondere Nähe zu Bugatti, da dieser eng mit dem Leiter der Pariser Bugattivertretung, Dominique Lamberjack Jr., befreundet war. Zahlreiche Aufbauten der Typen 43, 44, 46 (u. a. die von Bugatti präsentierten Fahrzeuge des Pariser Automobilsalons 1929), 49, 50 (inbegriffen die Torpedos für die 24 Stunden von Le Mans 1931) 55 und 57 entstanden in Courbevoie.
Neben vier Cabriolets T57S (von insgesamt 20 Vanvooren-Wagen auf T57-Chassis) fertigte Vanvooren 1939 auch ein von der französischen Regierung in Auftrag gegebenes Cabriolet T57C (Chassis 57.808/C) als Hochzeitsgeschenk für den zukünftigen persischen Schah Reza Pahlavi. Es basiert auf einem Design von Figoni & Falaschi für einen Delahaye Type 165, der in seiner Exaltiertheit ganz ungewöhnlich für den sonst eher zurückhaltenden Stil Vanvoorens ist.

#### Andere französische Hersteller
Auch Chassis anderer französischer Luxuswagenhersteller wie Panhard & Levassor, Delage, Delahaye und Voisin wurden mit Vanvooren-Karosserien versehen, außerdem Fahrzeuge der Marken Ballot, De Dion, Delaunay-Belleville, Lorraine-Dietrich, Peugeot, Renault, Sizaire, Unic und andere. Eine geplante dauerhafte Zusammenarbeit mit Citroën, für deren Typ C6 man immerhin 79 Aufbauten fertigte, kam wegen einer Mindestabnahmeforderung von 100 Fahrgestellen nicht zustande.

#### Einzelstücke
Als aufsehenerregende Einzelstücke entstanden 1933 ein Alfa Romeo 8C 2300 in Sportausführung, sowie 1934 ein Mercedes 500K Coach (einzelne Quellen nennen zusätzlich einen 1936er 540K). Das Jahr 1935 brachte ein Cadillac V8 Cabriolet und ein Alvis Speed 20 Cabriolet, das die englische Firma aus Coventry als Einstand auf dem französischen Markt auf dem Pariser Salon präsentierte. Gleich sechs Cabriolets auf Basis des Graham-Paige „Sharknose“ entstanden 1938/1939. Der Mercedes und der Alvis sind erhalten.

#### Rolls-Royce
Für die britischen Nobelmarken Rolls-Royce und Bentley (seit 1931 unter Führung von Rolls-Royce) fertigte Vanvooren in den 30er Jahren den Großteil der in Frankreich verkauften Wagen. Auch dabei stand eine personelle Verbindung im Hintergrund: Walter Sleator, Chef von Franco-Britannic Autos Ltd. in Paris, dem Generalimporteur von Rolls-Royce und Bentley für Frankreich, war in den 1920er Jahren Vanvoorens Verkaufsleiter im Pariser Ausstellungshaus.
Rolls-Royce war sehr beeindruckt von Design und Fertigungsmethoden seitens Vanvooren für ihre Chassis. Man entschied sich, einen bereits fertigen Bentley 3 ½ Litre (Chassis B187BL) auf eine weitere patentierte Spezialität Vanvoorens umarbeiten zu lassen, auf einen sogenannten Pillarless Saloon – eine filigrane Konstruktion ohne B-Säule mit gegenläufig öffnenden Türen, was einen äußerst bequemen Einstieg ermöglichte. Dieser Wagen wurde anschließend den führenden britischen Karossiers als Anschauungs- und Studienobjekt zur Verfügung gestellt.
Rolls-Royce führte auch eine Kooperation ihres Hauptkarossiers Park Ward mit Vanvooren herbei mit dem Auftrag, Fertigungsmethoden für Karosserien zu entwickeln, die trotz Verwendung von Stahl möglichst leicht und widerstandsfähig sein sollten. Insgesamt beauftragte Rolls-Royce Vanvooren mit dem Aufbau von 16 Fahrzeugen, darunter vier Wagen des Typs 20/25HP, ein New Phantom, zwei Phantom II, zwei Phantom III und sieben Wraith. Vier weitere Wagen wurden nachträglich von Vanvooren umkarossiert, ein 20HP, zwei Phantom II und ein Phantom III.

#### Bentley
Die Beziehung zu Bentley war noch intensiver. Insgesamt 71 Chassis (16 mal 3 ½ Litre, 46 mal 4 ¼ Litre, 7 mal Mark V und 2 mal Mark VI) gingen zur Einkleidung nach Paris, womit Vanvooren auf dem gesamten Kontinent mit Abstand der bedeutendste Karossier der Luxussportwagen aus England war.
Auch mit Bentley, wie bereits mit Hispano-Suiza, arbeitete Vanvoorens Entwicklungsabteilung eng zusammen. Der für 1940 geplante Nachfolger des 4 ¼ Litre, der Mark V „Corniche“, entworfen von Georges Paulin, sollte bei Vanvooren in Paris in Serie gefertigt werden. Bis zum Ausbruch des Zweiten Weltkrieges wurden sieben Chassis geliefert, vier Aufbauten produziert. Der Prototyp Chassis 14-B-V sowie Chassis B12AW wurden noch fertiggestellt. 14-B-V verunglückte auf einer Testfahrt in Frankreich schwer. Während die Karosserie auf dem Rolls-Royce-Testgelände in Châteauroux repariert wurde, sandte man das Chassis zurück nach Derby ins Werk. Dort befanden sich inzwischen die übrigen sechs Mark V nach Vanvooren-Plänen im Bau. Sie sollten mit einem neuentwickelten Reihenachtzylinder ausgestattet werden und ursprünglich auch am 24-Stunden-Rennen von Le Mans 1940 teilnehmen. Dazu kam es nicht mehr. Die reparierte Vanvooren-Karosserie wurde auf dem Transport nach Derby im Hafen von Dieppe bei einem deutschen Luftangriff komplett zerstört.

### 1940 bis 1950
Das Vanvooren-Werksgebäude in Courbevoie wurde 1943 durch alliiertes Bombardement schwer beschädigt. Dabei gingen alle internen schriftlichen Aufzeichnungen verloren, so dass technische Angaben zu den produzierten Fahrzeugen heute nur noch bei den auftraggebenden Chassis-Herstellern zu finden sind. Die Arbeit am alten Standort konnte erst 1947 in stark reduzierter Form wieder aufgenommen werden.
Die Bedingungen im Automobilbau der Luxusklasse hatten sich nach dem Zweiten Weltkrieg grundlegend geändert. Die Kooperationspartner von einst hatten entweder ihr Geschäftsfeld verlagert (Hispano-Suiza) oder hatten begonnen, ihre Karosserien selbst in Serie zu fertigen (Rolls-Royce, Bentley). Bis auf wenige Wagen für die ebenfalls untergehende Luxusmarke Delahaye und einzelne private Sonderaufträge (u. a. ein Bentley Mk VI Cabriolet, Chassis B53BG, ein Bentley Mk VI Coupé, Chassis B332LEY) sowie Umbauten älterer Fahrzeuge gab es nichts mehr zu tun – 1950 schlossen sich die Tore in Courbevoie.

## Vanvooren heute
Über die genauen Produktionszahlen Vanvoorens ist wegen der im Kriege verloren gegangenen Werksunterlagen nichts bekannt. Rückschließend aus den noch auffindbaren Bestellungen der Automobilfirmen, den durchlaufenden Karosserie-Nummern, sowie dem direkten Vergleich mit den damaligen Konkurrenten darf eine Zahl von rund 3.000 Einheiten, die die Werkstätten in den 50 Jahren von 1900 bis 1950 verließen, als realistisch gelten. Der Höhepunkt der Produktivität lag dabei in den 20er und 30er Jahren, als Vanvooren vor allem fertigungstechnisch höchste Reputation genoss.
Heute sind noch etwa 120 – 150 Wagen aus Courbevoie in Museen und privaten Sammlungen existent. Darunter finden sich je knapp 40 Bugatti und Hispano-Suiza sowie rund 25 Bentley. Da sie von ihrer Auslieferung an zur Krone des Automobilbaus gezählt und entsprechend behandelt wurden, sind fast alle diese Fahrzeuge mit einer lückenlosen Historie versehen.
Der Concours d’Elegance von Pebble Beach/Kalifornien/USA, die weltweit bedeutendste Veranstaltung dieser Art für klassische Fahrzeuge, ehrte Vanvooren im Jahr 2013 mit einer eigenen Sonderschau – gezeigt wurden fünf Hispano-Suiza, zwei Bentley und ein Delage.
Viele der heute bekannten Exemplare stehen in Museen und Sammlungen in den USA. Eine Einrichtung, die sich speziell den Fahrzeugen der Carrosserie Vanvooren widmete, befand sich in Deutschland: die Volante-Sammlung in Kirchzarten bei Freiburg. Dort waren mit insgesamt neun Exponaten die weltweit größte Gruppe von Vanvooren-Fahrzeugen versammelt.
Derzeit laufen Bemühungen einer Initiative mit Unterstützung der französischen Regierung, die Schöpfungen der wichtigsten Karosseriebaubetriebe des Landes aus der Vorkriegszeit, darunter natürlich auch Vanvooren, als Weltkulturerbe einstufen zu lassen.